# Statistiche e record del Bologna Football Club 1909

La squadra nella stagione 1963-1964, annata con il maggior numero di punti in campionato con 2 punti a vittoria in assoluto (54); quota successivamente superata nella stagione 2023-2024, con 3 punti a vittoria (68)

Sono riportate le statistiche e i record riguardanti il Bologna Football Club 1909, società calcistica italiana con sede nella città di Bologna.

## Statistiche di squadra

### Bilancio incontri

#### Totale
Di seguito il bilancio degli incontri del Bologna aggiornato al 24 maggio 2025.
|                             | Competizione                              | G    | V    | N    | P    | Gf   | Gs   | DR   |
| --------------------------- | ----------------------------------------- | ---- | ---- | ---- | ---- | ---- | ---- | ---- |
| Competizioni nazionali      | Serie A                                   | 2653 | 946  | 834  | 874  | 3476 | 3245 | +231 |
| Competizioni nazionali      | Prima Categoria                           | 83   | 39   | 16   | 28   | 177  | 148  | +29  |
| Competizioni nazionali      | Prima Divisione                           | 123  | 71   | 26   | 26   | 293  | 114  | +179 |
| Competizioni nazionali      | Divisione Nazionale                       | 121  | 66   | 25   | 30   | 242  | 133  | +109 |
| Competizioni nazionali      | Serie B                                   | 472  | 172  | 173  | 127  | 526  | 450  | +76  |
| Competizioni nazionali      | Terza Categoria Emilia                    | 2    | 2    | 0    | 0    | 19   | 1    | +18  |
| Competizioni nazionali      | Serie C1                                  | 102  | 58   | 30   | 14   | 146  | 64   | +82  |
| Competizioni nazionali      | Coppa Italia                              | 296  | 141  | 53   | 102  | 467  | 349  | +118 |
| Competizioni nazionali      | Supercoppa italiana                       | 0    | 0    | 0    | 0    | 0    | 0    | 0    |
| Competizioni nazionali      | Coppa Alta Italia                         | 13   | 11   | 2    | 0    | 41   | 12   | +29  |
| Competizioni nazionali      | Coppa Federale                            | 4    | 2    | 0    | 2    | 11   | 5    | +6   |
| Competizioni nazionali      | Coppa Emilia                              | 19   | 16   | 0    | 3    | 71   | 41   | +65  |
| Competizioni nazionali      | Coppa Italia Serie C                      | 9    | 4    | 3    | 3    | 10   | 8    | +2   |
| Competizioni internazionali | Coppa dei Campioni/UEFA Champions League  | 10   | 2    | 3    | 5    | 5    | 10   | -5   |
| Competizioni internazionali | Coppa UEFA/UEFA Europa League             | 28   | 13   | 8    | 7    | 43   | 27   | +16  |
| Competizioni internazionali | Coppa delle Coppe                         | 4    | 1    | 2    | 1    | 4    | 4    | 0    |
| Competizioni internazionali | Coppa Intertoto UEFA                      | 12   | 7    | 2    | 3    | 22   | 12   | +10  |
| Competizioni internazionali | Coppa delle Fiere                         | 20   | 11   | 6    | 3    | 33   | 17   | +16  |
| Competizioni internazionali | Coppa dell'Europa Centrale                | 20   | 9    | 1    | 10   | 43   | 35   | +8   |
| Competizioni internazionali | Coppa Mitropa                             | 33   | 13   | 8    | 14   | 58   | 62   | -4   |
| Competizioni internazionali | Coppa di Lega Italo-Inglese               | 2    | 1    | 1    | 0    | 3    | 2    | +1   |
| Competizioni internazionali | Coppa Anglo-Italiana                      | 11   | 3    | 4    | 4    | 12   | 6    | +6   |
| Competizioni internazionali | Coppa delle Alpi                          | 5    | 2    | 2    | 1    | 8    | 6    | +2   |
| Competizioni internazionali | Coppa delle Nazioni                       | 2    | 1    | 0    | 1    | 5    | 4    | +1   |
| Competizioni internazionali | Coppa dell'Amicizia                       | 2    | 1    | 1    | 0    | 6    | 5    | +1   |
| Competizioni internazionali | Torneo Internazionale dell'Expo di Parigi | 3    | 3    | 0    | 0    | 10   | 2    | +8   |
|                             | Totale (26)                               | 4043 | 1595 | 1198 | 1259 | 5745 | 4749 | +996 |

#### In competizioni nazionali
La tabella riporta il bilancio del Bologna contro le squadre affrontate in competizioni nazionali. In grassetto le squadre incontrate in Serie A 2025-2026, nella Coppa Italia 2025-2026 e nella Supercoppa italiana 2025.
Statistiche aggiornate al 24 maggio 2025.
Saldo: : positivo (più vittorie che sconfitte); : neutro (ugual numero di vittorie e sconfitte); : negativo (meno vittorie che sconfitte).

Roberto Mancini con lo juventino Giuseppe Galderisi al Comunale di Bologna. La è, al pari dell', la squadra contro cui i Felsinei hanno disputato il maggior numero di incontri in competizioni nazionali (192)

| Squadra            | G   | V  | N  | P  | Gf  | Gs  | Saldo |
| ------------------ | --- | -- | -- | -- | --- | --- | ----- |
| Alba Roma          | 2   | 2  | 0  | 0  | 6   | 0   | Si    |
| AlbinoLeffe        | 6   | 4  | 1  | 1  | 13  | 5   | Si    |
| Alessandria        | 37  | 19 | 10 | 8  | 76  | 44  | Si    |
| Ancona             | 8   | 3  | 4  | 1  | 11  | 8   | Si    |
| Andrea Doria       | 12  | 8  | 3  | 1  | 20  | 5   | Si    |
| Arezzo             | 14  | 6  | 6  | 2  | 16  | 11  | Si    |
| Ascoli             | 23  | 7  | 10 | 6  | 23  | 24  | Si    |
| Atalanta           | 128 | 47 | 35 | 46 | 154 | 151 | Si    |
| Avellino           | 23  | 9  | 7  | 7  | 26  | 19  | Si    |
| Bari               | 73  | 33 | 24 | 16 | 98  | 71  | Si    |
| Barletta           | 3   | 2  | 1  | 0  | 7   | 2   | Si    |
| Benevento          | 4   | 2  | 1  | 1  | 5   | 2   | Si    |
| Biellese           | 2   | 1  | 1  | 0  | 4   | 1   | Si    |
| Brescia            | 66  | 30 | 18 | 18 | 87  | 67  | Si    |
| Brindisi           | 2   | 1  | 0  | 1  | 5   | 3   |       |
| Cagliari           | 79  | 29 | 24 | 26 | 91  | 81  | Si    |
| Campobasso         | 10  | 3  | 7  | 0  | 13  | 8   | Si    |
| Carpi              | 8   | 4  | 2  | 2  | 8   | 6   | Si    |
| Carrarese          | 6   | 4  | 1  | 1  | 9   | 3   | Si    |
| Casale             | 14  | 13 | 1  | 0  | 50  | 12  | Si    |
| Casalecchio        | 1   | 1  | 0  | 0  | 5   | 1   | Si    |
| Casarano           | 2   | 0  | 1  | 1  | 0   | 2   | No    |
| Casertana          | 2   | 0  | 0  | 2  | 2   | 4   | No    |
| Catania            | 41  | 19 | 11 | 11 | 65  | 38  | Si    |
| Catanzaro          | 20  | 8  | 8  | 4  | 32  | 22  | Si    |
| Cavese             | 6   | 2  | 3  | 1  | 8   | 4   | Si    |
| Cesena             | 45  | 16 | 17 | 12 | 45  | 41  | Si    |
| Chievo             | 34  | 11 | 13 | 10 | 44  | 36  | Si    |
| Cittadella         | 4   | 3  | 0  | 1  | 4   | 4   | Si    |
| Como               | 25  | 6  | 7  | 12 | 24  | 33  | No    |
| Cosenza            | 8   | 6  | 1  | 1  | 13  | 6   | Si    |
| Cremonese          | 29  | 13 | 10 | 6  | 52  | 31  | Si    |
| Crevalcore         | 2   | 2  | 0  | 0  | 6   | 2   | Si    |
| Crotone            | 14  | 8  | 1  | 5  | 20  | 16  | Si    |
| Derthona           | 4   | 2  | 2  | 0  | 11  | 6   | Si    |
| Empoli             | 34  | 12 | 13 | 9  | 39  | 30  | Si    |
| Entella            | 2   | 1  | 1  | 0  | 3   | 2   | Si    |
| Esperia            | 2   | 2  | 0  | 0  | 9   | 2   | Si    |
| Fanfulla           | 4   | 3  | 1  | 0  | 9   | 4   | Si    |
| Fano               | 2   | 1  | 1  | 0  | 7   | 4   | Si    |
| Fidelis Andria     | 6   | 2  | 2  | 2  | 8   | 8   |       |
| Fiorentina         | 159 | 47 | 51 | 61 | 174 | 207 | No    |
| Fiorenzuola        | 4   | 2  | 2  | 0  | 5   | 3   | Si    |
| Fiumana            | 2   | 2  | 0  | 0  | 4   | 0   | Si    |
| Foggia             | 18  | 5  | 9  | 4  | 21  | 15  | Si    |
| Forlì              | 2   | 2  | 0  | 0  | 10  | 1   | Si    |
| Fortitudo Pro Roma | 2   | 2  | 0  | 0  | 4   | 1   | Si    |
| Francavilla        | 1   | 1  | 0  | 0  | 3   | 2   | Si    |
| Frosinone          | 13  | 4  | 4  | 5  | 16  | 20  | No    |
| Genoa              | 131 | 49 | 42 | 40 | 175 | 164 | Si    |
| Grosseto           | 2   | 1  | 0  | 1  | 1   | 3   |       |
| Inter              | 192 | 57 | 43 | 92 | 230 | 300 | No    |
| Juventus           | 192 | 30 | 69 | 93 | 182 | 296 | No    |
| L’Aquila           | 1   | 0  | 0  | 1  | 1   | 2   | No    |
| La Dominante       | 2   | 1  | 1  | 0  | 7   | 0   | Si    |
| Lanciano           | 2   | 2  | 0  | 0  | 3   | 1   | Si    |
| Latina             | 2   | 1  | 1  | 0  | 2   | 1   | Si    |
| Lazio              | 163 | 61 | 44 | 58 | 227 | 217 | Si    |
| Lecce              | 48  | 20 | 19 | 9  | 64  | 47  | Si    |
| Lecco              | 7   | 4  | 2  | 1  | 11  | 7   | Si    |
| Leffe              | 4   | 3  | 0  | 1  | 6   | 3   | Si    |
| Legnano            | 14  | 11 | 2  | 1  | 29  | 7   | Si    |
| Liguria            | 11  | 4  | 5  | 2  | 23  | 15  | Si    |
| Livorno            | 46  | 24 | 11 | 11 | 95  | 49  | Si    |
| Lucchese           | 22  | 7  | 11 | 4  | 32  | 23  | Si    |
| Mantova            | 27  | 16 | 10 | 1  | 45  | 12  | Si    |
| Massese            | 4   | 2  | 2  | 0  | 7   | 1   | Si    |
| Messina            | 15  | 6  | 6  | 3  | 26  | 17  | Si    |
| Milan              | 187 | 51 | 48 | 88 | 231 | 308 | No    |
| US Milanese        | 2   | 0  | 2  | 0  | 2   | 2   |       |
| Modena             | 68  | 36 | 19 | 13 | 106 | 51  | Si    |
| Montevarchi        | 2   | 1  | 0  | 1  | 1   | 1   |       |
| Monza              | 20  | 9  | 7  | 4  | 27  | 17  | Si    |
| Napoli             | 152 | 48 | 43 | 61 | 202 | 227 | No    |
| Nocerina           | 1   | 1  | 0  | 0  | 3   | 0   | Si    |
| Novara             | 37  | 24 | 8  | 5  | 64  | 33  | Si    |
| Novese             | 2   | 2  | 0  | 0  | 3   | 0   | Si    |
| Ospitaletto        | 2   | 1  | 1  | 0  | 3   | 1   | Si    |
| Padova             | 43  | 29 | 10 | 13 | 67  | 46  | Si    |
| Palazzolo          | 4   | 3  | 1  | 0  | 6   | 1   | Si    |
| Palermo            | 59  | 20 | 18 | 21 | 71  | 68  | No    |
| Parma              | 49  | 14 | 22 | 13 | 52  | 47  | Si    |
| Pavia              | 1   | 0  | 0  | 1  | 0   | 1   | No    |
| Perugia            | 36  | 11 | 13 | 12 | 48  | 50  | No    |
| Pescara            | 28  | 9  | 12 | 7  | 27  | 27  | Si    |
| Piacenza           | 27  | 10 | 7  | 10 | 30  | 31  |       |
| Pisa               | 28  | 13 | 9  | 6  | 44  | 23  | Si    |
| Pistoiese          | 13  | 6  | 6  | 1  | 17  | 5   | Si    |
| Prato              | 6   | 4  | 1  | 1  | 12  | 6   | Si    |
| Pro Patria         | 26  | 14 | 7  | 5  | 64  | 31  | Si    |
| Pro Sesto          | 4   | 3  | 0  | 1  | 9   | 3   | Si    |
| Pro Vercelli       | 22  | 11 | 5  | 6  | 40  | 27  | Si    |
| Ravenna            | 7   | 4  | 3  | 0  | 12  | 4   | Si    |
| Reggiana           | 25  | 13 | 8  | 4  | 48  | 27  | Si    |
| Reggina            | 19  | 7  | 6  | 6  | 26  | 18  | Si    |
| Rimini             | 9   | 4  | 3  | 2  | 10  | 6   | Si    |
| Rivarolese         | 2   | 1  | 1  | 0  | 6   | 0   | Si    |
| Roma               | 163 | 56 | 50 | 57 | 198 | 212 | No    |
| Rondinella         | 4   | 1  | 0  | 3  | 5   | 7   | No    |
| Salernitana        | 12  | 4  | 6  | 2  | 17  | 14  | Si    |
| Sambenedettese     | 13  | 8  | 3  | 2  | 21  | 12  | Si    |
| Sampdoria          | 108 | 44 | 32 | 32 | 147 | 132 | Si    |
| Sampierdarenese    | 13  | 6  | 4  | 3  | 23  | 12  | Si    |
| Sanremese          | 2   | 1  | 1  | 0  | 3   | 1   | Si    |
| Sassuolo           | 20  | 8  | 6  | 6  | 31  | 25  | Si    |
| Siena              | 15  | 4  | 7  | 4  | 19  | 18  |       |
| SPAL               | 63  | 35 | 13 | 15 | 104 | 61  | Si    |
| Spezia             | 24  | 14 | 5  | 5  | 51  | 25  | Si    |
| Taranto            | 11  | 6  | 4  | 1  | 18  | 6   | Si    |
| Ternana            | 14  | 5  | 4  | 5  | 21  | 19  |       |
| Torino             | 159 | 53 | 47 | 59 | 202 | 216 | No    |
| Trapani            | 3   | 2  | 1  | 0  | 4   | 1   | Si    |
| Trento             | 2   | 1  | 1  | 0  | 1   | 0   | Si    |
| Treviso            | 6   | 3  | 3  | 0  | 7   | 2   | Si    |
| Triestina          | 73  | 30 | 22 | 21 | 103 | 66  | Si    |
| Udinese            | 95  | 35 | 28 | 32 | 143 | 116 | Si    |
| Varese             | 25  | 16 | 9  | 0  | 37  | 9   | Si    |
| Venezia            | 42  | 16 | 14 | 12 | 57  | 38  | Si    |
| Verona             | 76  | 34 | 27 | 15 | 120 | 68  | Si    |
| Vicenza            | 87  | 39 | 30 | 18 | 150 | 91  | Si    |

### Partecipazioni

#### Competizioni nazionali

##### Campionati
Di seguito la partecipazione del Bologna nei campionati nazionali.
| Livello | Categoria           | Partecipazioni | Debutto   | Ultima stagione | Totale |
| ------- | ------------------- | -------------- | --------- | --------------- | ------ |
| 1º      | Prima Categoria     | 7              | 1910-1911 | 1920-1921       | 95     |
| 1º      | Prima Divisione     | 5              | 1921-1922 | 1925-1926       | 95     |
| 1º      | Divisione Nazionale | 4              | 1926-1927 | 1945-1946       | 95     |
| 1º      | Serie A             | 79             | 1929-1930 | 2025-2026       | 95     |
| 2º      | Serie B             | 12             | 1982-1983 | 2014-2015       | 12     |
| 3º      | Serie C1            | 3              | 1983-1984 | 1994-1995       | 3      |

In 110 stagioni sportive a partire dall'esordio a livello nazionale del 1910-1911.

##### Coppe
Di seguito la partecipazione del Bologna alle coppe nazionali.
| Competizione         | Partecipazioni | Debutto   | Ultima stagione | Totale |
| -------------------- | -------------- | --------- | --------------- | ------ |
| Coppa Italia         | 78             | 1926-1927 | 2025-2026       | 79     |
| Coppa Alta Italia    | 1              | 1946      | 1946            | 79     |
| Supercoppa italiana  | 1              | 2025      | 2025            | 1      |
| Coppa Italia Serie C | 3              | 1983-1984 | 1994-1995       | 3      |

#### Competizioni regionali

##### Campionati
Di seguito la partecipazione del Bologna nei campionati regionali.
| Livello | Categoria       | Partecipazioni | Debutto   | Ultima stagione | Totale |
| ------- | --------------- | -------------- | --------- | --------------- | ------ |
| 3º      | Terza Categoria | 1              | 1909-1910 | 1909-1910       | 1      |

In 1 stagione sportiva (1909-1910).

##### Coppe
Di seguito la partecipazione del Bologna alle coppe regionali.
| Competizione | Partecipazioni | Debutto   | Ultima stagione | Totale |
| ------------ | -------------- | --------- | --------------- | ------ |
| Coppa Emilia | 2              | 1915-1916 | 1916-1917       | 2      |

#### Competizioni internazionali

##### Competizioni europee riconosciute dalla UEFA
Di seguito la partecipazione del Bologna nelle competizione organizzate dal UEFA.
| Competizione                             | Partecipazioni | Debutto   | Ultima stagione | Totale |
| ---------------------------------------- | -------------- | --------- | --------------- | ------ |
| Coppa dei Campioni/UEFA Champions League | 2              | 1964-1965 | 2024-2025       | 2      |
| Coppa UEFA/UEFA Europa League            | 5              | 1971-1972 | 2025-2026       | 5      |
| Coppa delle Coppe UEFA                   | 2              | 1970-1971 | 1974-1975       | 2      |
| Coppa Intertoto UEFA                     | 2              | 1998      | 2002            | 2      |

##### Competizioni europee non riconosciute dalla UEFA
Di seguito la partecipazione del Bologna nelle competizioni non organizzate dall'UEFA.
| Competizione                                         | Partecipazioni | Debutto   | Ultima stagione | Totale |
| ---------------------------------------------------- | -------------- | --------- | --------------- | ------ |
| Coppa delle Fiere                                    | 3              | 1966-1967 | 1968-1969       | 3      |
| Coppa di Lega Italo-Inglese                          | 1              | 1970      | 1970            | 1      |
| Coppa Anglo-Italiana                                 | 2              | 1971      | 1973            | 2      |
| Coppa dell'Europa Centrale                           | 5              | 1932      | 1939            | 13     |
| Coppa Mitropa                                        | 8              | 1955      | 1988-1989       | 13     |
| Coppa delle Alpi                                     | 1              | 1969      | 1969            | 1      |
| Torneo Internazionale dell'Expo Universale di Parigi | 1              | 1937      | 1937            | 1      |
| Coppa dell'Amicizia                                  | 1              | 1960      | 1960            | 1      |
| Coppa delle Nazioni                                  | 1              | 1930      | 1930            | 1      |

## Record della squadra

### Primati e piazzamenti

#### A livello nazionale

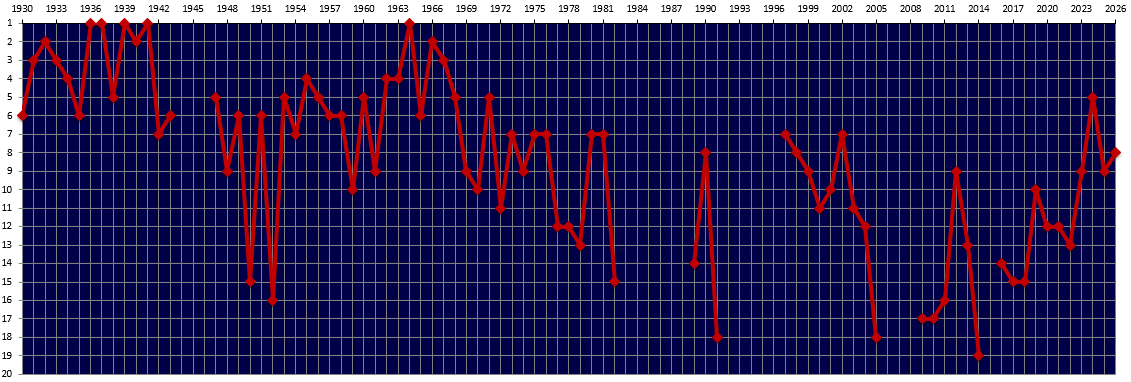
I piazzamenti in Serie A a girone unico del Bologna dal 1929-30 al 2024-25

Il Bologna fece il suo esordio assoluto in competizioni nazionali nella Prima Categoria nel 1910-1911, precisamente il 20 marzo 1910. La stagione 2024-2025 è la 110ª disputata a livello nazionale. Nelle sue stagioni sportive la squadra petroniana ha preso parte ad 95 campionati di massima divisione nazionale divisi tra Serie A — 79 partecipazioni su 94 (esordendo nella stagione 1929-1930) —, Prima Categoria (7), Prima Divisione (5) e Divisione Nazionale (4), tutti disputati tra la stagione 1910-1911 e la stagione 1929-1930 — quella dell'introduzione del campionato di Serie A —, ad eccezione della Divisione Nazionale 1944. La formazione veltra ha trionfato nel campionato italiano per 7 volte — 5 relativamente al girone unico —, l'ultima volta nel campionato del 1963-1964; ha terminato il campionato in seconda posizione in 6 edizioni e in terza posizione in 7 (3 e 3 col girone unico). Grazie al numero elevato delle partecipazioni e vittorie, i Rossoblù si trovano al nono posto nella classifica perpetua della Serie A dal 1929, che tiene conto di tutte le squadre di calcio che hanno militato nella massima serie nazionale almeno per una volta. Il record di vittorie consecutive del Bologna in campionati nazionali è fissato ad 10, mentre per quanto riguarda i trionfi in casa il massimo è stato 11 (stabilito nel 1925-1926 e poi eguagliato nel 1928-1929 e nel 1931-1932). Nella stagione 2018-2019 il Bologna fissò un altro record: 7 vittorie casalinghe consecutive segnando almeno 2 reti per gara. Per quanto riguarda i punti, il record in Serie A è di 68, ottenuti nella stagione 2023-2024, mentre il record negativo è di 18, fissato nella stagione 1990-1991. Il peggior piazzamento della squadra in Serie A è stato il 19º posto nel 2013-2014: 29 punti con conseguente retrocessione in Serie B; oltre a questa stagione, la squadra è stata retrocessa in seconda serie per altre 3 volte. Per quanto riguarda le vittorie con maggior scarto in campionato, il Bologna della stagione 1922-1923 batté due record: Il 14-0 maturato il 25 marzo 1923 contro l'Udinese fu la vittoria con scarto maggiore, mentre l'8-0 del 5 novembre del 1922 a San Siro contro il Milan fu la vittoria con maggior scarto in trasferta. La vittoria con maggior scarto in Serie A fu un 8-0 a Bologna contro la Triestina, il 3 gennaio 1932 nella stagione 1931-1932. Parlando di sconfitte, quella con più scarto di reti fu un 8-2, subìto il 21 novembre 1948 dalla Lazio. In altre 5 occasioni il Bologna è stato battuto con uno scarto di 6 reti: contro l'Inter il 21 maggio 1989, contro il Milan il 12 maggio 1991, ancora contro la Lazio il 5 maggio 2013 e due volte dal Napoli, il 19 aprile 2016 ed il 4 febbraio 2017.
Per quanto riguarda i campionati di serie inferiore, il Bologna ha partecipato a 12 edizioni della Serie B — esordendo nella Serie B 1982-1983 e prendendovi parte per l'ultima volta nella stagione 2014-2015 — e a tornei 3 di Serie C, allora denominata Serie C1, nei campionati 1983-1984, 1993-1994 e 1994-1995.
La squadra felsinea ha anche partecipato ad un campionato regionale (Terza Categoria 1909-1910) e a due edizioni di una coppa regionale (Coppa Emilia 1915-1916 e Coppa Emilia 1916-1917) non ufficiali, vincendo la prima edizione; contando queste competizioni si determina il numero delle stagioni sportive totali: 106.
Guardando le coppe nazionali, il club rossoblù ha preso parte a 78 edizioni della Coppa Italia sulle 79 totali; fece il suo esordio nella stagione 1926-1927, non prendendo parte da allora solamente alla precedente edizione del 1922; nell'edizione del 2025, partecipa per la prima volta alla Supercoppa italiana. Il Bologna ha conquistato 3 Coppe Italia: nel 1969-1970 davanti al Torino nel girone finale, tre stagioni dopo nel 1973-1974 contro il Palermo e nel 2024-2025 contro il Milan, 51 anni dopo. Il club non ha partecipato ad ulteriori finali secche. Negli anni in cui disputò la Serie C1, partecipò in totale a 3 edizioni della Coppa Italia Serie C, con il miglior risultato ottenuto nella stagione 1994-1995 (quarti di finale).. Nel 1946 la squadra prese parte e trionfò nell'unica edizione della Coppa Alta Italia, la coppa nazionale presente durante i tornei di guerra. Il totale di partecipazioni a coppe nazionali si attesta così a 83.

#### A livello internazionale

Il Bologna nella prima stagione di apparizione in Coppa dei Campioni

Il Bologna annovera una corposa cifra presenze in competizioni europee (34), che classificano lo stesso 12º su 25 nella lista delle società calcistiche italiane nelle competizioni internazionali.
I Rossoblù hanno esordito in competizioni ufficiali Union of European Football Associations nella stagione 1964-1965, giocando per la prima volta in Coppa dei Campioni e uscendo al primo turno contro l'Anderlecht per il lancio della monetina, dopo un pareggio; Nella stagione 2024-2025 il club partecipa nuovamente alla massima competizione continentale (denominata UEFA Champions League). In totale ha preso parte a 11 edizioni, totalizzando 54 presenze, suddivise, oltre alla sopracitata, tra Coppa UEFA — 5 su 49, esordendo nella stagione 1971-1972, con nuova partecipazione nella stagione 2025-2026, e come miglior piazzamento una semifinale disputata nella stagione 1998-1999 —, Coppa delle Coppe — 2 su 39, nella stagione 1970-1971 e 1974-1975 — e Coppa Intertoto — partecipandovi nelle edizioni del 1998 e del 2002. Il trionfo nella Coppa Intertoto 1998 è l'unica vittoria del club in competizioni UEFA; nella stessa competizione, ma nell'edizione 2002, i felsinei disputarono la seconda e ultima finale in competizioni della principale confederazione.
Per quanto riguarda i risultati di rilievo in competizioni della Union of European Football Associations, il Bologna ha ottenuto due dei pareggi con più reti nella sua storia in competizioni internazionali: un 2-2 in Coppa UEFA nella stagione 1971-1972 in casa contro lo Željezničar, e un altro 2-2 sempre in casa contro lo Zenit San Pietroburgo, nell'edizione 1999-2000 della stessa competizione.
L'esordio dei Petroniani in competizioni internazionali ufficiali, ma non riconosciute dalla Union of European Football Associations è stato il 2 luglio 1930 (che è anche l'esordio assoluto in competizioni internazionali) nell'unica edizione della Coppa delle Nazioni. Contando anche quest'ultima, il club felsineo ha partecipato a 23 singole edizioni, conseguendo 98 apparizioni La totalità delle edizioni è frazionata tra Coppa dell'Europa Centrale e Coppa Mitropa — 8 su 36 e 5 su 14, con debutto rispettivamente nelle edizioni del 1932 e del 1955 ed ultima partecipazione nel 1939 e nella stagione 1988-1989 —, Coppa delle Fiere — 3 edizioni su 13, prendendo parte alle stagioni 1966-1967, 1967-1968 e 1968-1969 — e alle edizioni del 1971 e 1973 della Coppa Anglo-Italiana. A queste si aggiungono tutte le competizioni con un'unica partecipazione: la Coppa di Lega Italo-Inglese nel 1970, la Coppa delle Alpi nel 1969, il Torneo Internazionale dell'Expo Universale di Parigi 1937 nella sua unica edizione, la Coppa dell'Amicizia nel 1960 e l'unica edizione della Coppa delle Nazioni. Parlando di trionfi, la competizione più annoverata è la Coppa Mitropa, siccome il Bologna ne ha vinte 3, ottenute nelle edizioni 1932, 1934 e 1961, ed è giunto in finale in ulteriori due edizioni. Oltre ad esse, i rossoblù hanno trionfato nell'edizione del 1970 della Coppa di Lega Italo-Inglese, e nell'unica edizione del Torneo Internazionale dell'Expo Universale di Parigi. Altri esiti di rilievo sono le due finali raggiunte ma perse in Coppa delle Alpi del 1969 e in Coppa Anglo-Italiana del 1971.
Le vittorie con maggior scarto in competizioni internazionali non riconosciute dalla UEFA, furono un 5-0 contro lo Sparta Praga nella Coppa dell'Europa Centrale 1932, un 6-1 contro il Rapid Vienna nella Coppa dell'Europa Centrale 1934 e un altro 5-0 in trasferta al Venus Bucarest nella Coppa dell'Europa Centrale 1939; le prime due furono le migliori vittorie in casa, mentre l'ultima fu quella in trasferta. Il pareggio con il massimo numero di reti fu un 3-3 ottenuto il 20 dicembre 1988 nella semifinale della Coppa Mitropa 1988-1989 contro il Ferencváros, questo fu il pareggio con più reti di sempre del Bologna in competizioni internazionali. Infine, le sconfitte più pesanti — sia in coppe UEFA che non — furono un 4-0 e un 5-1 contro l'Austria Vienna, rispettivamente nella Coppa dell'Europa Centrale 1936 e 1937; e un altro 5-1 contro il Vasas nella finale d'andata della Coppa Mitropa 1962.
Sempre in campo internazionale, il Bologna fu la prima squadra italiana a sconfiggerne una inglese, il Chelsea nel 1937 nella finale del Torneo dell'Expo di Parigi 1937; fu anche la prima squadra italiana a battere nel territorio britannico una squadra di casa, il West Bromwich Albion negli ottavi di finale della Coppa delle Fiere 1966-1967.

#### Finali di coppa vinte
Di seguito le finali di coppe nazionali ed internazionali vinte dal Bologna.
| Data              | Competizione                              | Città      | Stadio                 | Partita                   | Risultato        |
| ----------------- | ----------------------------------------- | ---------- | ---------------------- | ------------------------- | ---------------- |
| 10 luglio 1932    | Coppa dell'Europa Centrale                | Bologna    | Stadio Littoriale      | Bologna - First Vienna    | 2-0              |
| 17 luglio 1932    | Coppa dell'Europa Centrale                | Vienna     | Hohe Warte Stadion     | First Vienna - Bologna    | 1-0              |
| 5 settembre 1934  | Coppa dell'Europa Centrale                | Vienna     | Stadio Prater          | Admira Vienna - Bologna   | 3-2              |
| 9 settembre 1934  | Coppa dell'Europa Centrale                | Bologna    | Stadio Littoriale      | Bologna - Admira Vienna   | 5-1              |
| 6 giugno 1937     | Torneo Internazionale dell'Expo di Parigi | Parigi     | Stadio di Colombes     | Bologna - Chelsea         | 4-1              |
| 28 luglio 1946    | Coppa Alta Italia                         | Novara     | Stadio Comunale        | Novara - Bologna          | 1-2              |
| 4 agosto 1946     | Coppa Alta Italia                         | Bologna    | Stadio Comunale        | Bologna - Novara          | 4-1              |
| 14 marzo 1961     | Coppa Mitropa                             | Nitra      | Stadio pod Zoborom     | Nitra - Bologna           | 2-2              |
| 4 aprile 1961     | Coppa Mitropa                             | Bologna    | Stadio Comunale        | Bologna - Nitra           | 3-0              |
| 2 settembre 1970  | Coppa di Lega Italo-Inglese               | Bologna    | Stadio Comunale        | Bologna - Manchester City | 1-0              |
| 23 settembre 1970 | Coppa di Lega Italo-Inglese               | Manchester | Maine Road             | Manchester City - Bologna | 2-2              |
| 23 maggio 1974    | Coppa Italia                              | Roma       | Stadio Olimpico        | Bologna - Palermo         | 1-1 (5-4 d.c.r.) |
| 11 agosto 1998    | Coppa Intertoto                           | Bologna    | Stadio Renato Dall'Ara | Bologna - Ruch Chorzów    | 1-0              |
| 25 agosto 1998    | Coppa Intertoto                           | Chorzów    | Stadio Ruchu           | Ruch Chorzów - Bologna    | 0-2              |
| 14 maggio 2025    | Coppa Italia                              | Roma       | Stadio Olimpico        | Milan - Bologna           | 0-1              |

#### Finali di coppa perse
Di seguito le finali di coppe nazionali ed internazionali perse dal Bologna.
| Data              | Competizione         | Città    | Stadio                  | Partita                 | Risultato        |
| ----------------- | -------------------- | -------- | ----------------------- | ----------------------- | ---------------- |
| 27 giugno 1969    | Coppa delle Alpi     | Basilea  | St. Jakob Stadium       | Basilea - Bologna       | 3-1              |
| 12 giugno 1971    | Coppa Anglo-Italiana | Bologna  | Stadio Comunale         | Blackpool - Bologna     | 1-1 (2-1 d.t.s.) |
| 12 novembre 1988  | Coppa Mitropa        | Ostrava  | Stadio Bazaly           | Baník Ostrava - Bologna | 2-1              |
| 8 dicembre 1988   | Coppa Mitropa        | Bologna  | Stadio Renato Dall'Ara  | Bologna - Baník Ostrava | 1-2              |
| 26 settembre 1962 | Coppa Mitropa        | Budapest | Stadio Rudolf Illovszky | Vasas - Bologna         | 5-1              |
| 17 ottobre 1962   | Coppa Mitropa        | Bologna  | Stadio Renato Dall'Ara  | Bologna - Vasas         | 2-1              |
| 13 agosto 2002    | Coppa Intertoto      | Bologna  | Stadio Renato Dall'Ara  | Bologna - Fulham        | 2-2              |
| 27 agosto 2002    | Coppa Intertoto      | Londra   | Craven Cottage          | Fulham - Bologna        | 3-1              |

### Partite-record della squadra

#### In campionati italiani

Il Bologna nella stagione 1960-1961, nella quale ottenne il pareggio in casa con il maggior numero di gol della sua storia, un 4-4 contro la

Di seguito le partite-record del Bologna nel campionato italiano dall'anno di fondazione.
| Casa - Vittoria con il massimo scarto: 25 marzo 1923: Bologna-Udinese 14-0 (17ª g. 1922-1923) - Sconfitta con il massimo scarto: 21 maggio 1989: Bologna-Inter 0-6 (29ª g. 1988-1989) 4 febbraio 2017: Bologna-Napoli 1-7 (23ª g. 2016-2017) - Pareggio con il massimo numero di gol: 5 giugno 1961: Bologna-Sampdoria 4-4 (34ª g. 1960-1961) | Trasferta - Vittoria con il massimo scarto: 5 novembre 1922: Milan-Bologna 0-8 (4ª g. 1922-1923) - Sconfitta con il massimo scarto: 21 novembre 1948: Lazio-Bologna 8-2 (11ª g. 1948-1949) 12 maggio 1991: Milan-Bologna 6-0 (32ª g. 1990-1991) 5 maggio 2013: Lazio-Bologna 6-0 (35ª g. 2012-2013) 19 aprile 2016: Napoli-Bologna 6-0 (34ª g. 2015-2016) - Pareggio con il massimo numero di gol: 10 novembre 1940: Napoli-Bologna 4-4 (6ª g. 1940-1941) | Totale - Vittoria con il massimo scarto: 25 marzo 1923: Bologna-Udinese 14-0 (17ª g. 1922-1923) - Sconfitta con il massimo scarto: 21 novembre 1948: Lazio-Bologna 8-2 (11ª g. 1948-1949) 21 maggio 1989: Bologna-Inter 0-6 (29ª g. 1988-1989) 12 maggio 1991: Milan-Bologna 6-0 (32ª g. 1990-1991) 5 maggio 2013: Lazio-Bologna 6-0 (35ª g. 2012-2013) 19 aprile 2016: Napoli-Bologna 6-0 (34ª g. 2015-2016) 4 febbraio 2017: Bologna-Napoli 1-7 (23ª g. 2016-2017) - Pareggio con il massimo numero di gol: 10 novembre 1940: Napoli-Bologna 4-4 (6ª g. 1940-1941) 5 giugno 1961: Bologna-Sampdoria 4-4 (34ª g. 1960-1961) |

#### In competizioni internazionali

Lorenzo Marronaro, Ivano Bonetti e Massimo Bonini nella stagione 1988-1989, nella quale ci fu il pareggio con più reti segnate in competizioni europee

Di seguito le partite-record del Bologna nelle competizioni internazionali a cui ha partecipato.
| Casa - Vittoria con il massimo scarto: 19 giugno 1932: Bologna-Sparta Praga 5-0 (Quarti di finale, gara d'andata Coppa dell'Europa Centrale 1932) 1º luglio 1934: Bologna-Rapid Vienna 6-1 (Quarti di finale, gara d'andata Coppa dell'Europa Centrale 1934) - Sconfitta con il massimo scarto: 1º luglio 1964: Bologna-Sparta Praga 0-3 (Semifinale, gara di ritorno Coppa Mitropa 1964) - Pareggio con il massimo numero di gol: 26 giugno 1960: Bologna-Nîmes 2-2 (Partita singola, gara di ritorno Coppa dell'Amicizia 1960) 14 marzo 1962: Bologna-Nitra 2-2 (Finale, gara d'andata Coppa Mitropa 1961) 14 marzo 1962: Bologna-Nitra 2-2 (Finale, gara d'andata Coppa Mitropa 1961) 20 giugno 1964: Bologna-BSK Belgrado 2-2 (Quarti di finale, gara di ritorno Coppa Mitropa 1964) 31 luglio 1968: Bologna-Ferencváros 2-2 (Finale, gara d'andata Coppa delle Fiere 1967-1968) 11 novembre 1971: Bologna-Željezničar 2-2 (Sedicesimi di finale, gara di ritorno Coppa UEFA 1971-1972) 16 ottobre 1972: Bologna-Dinamo Zagabria 2-2 (Fase a gironi, 1ª g. andata Coppa Mitropa 1972-1973) 14 agosto 1999: Bologna-Zenit San Pietroburgo 2-2 (Primo turno, gara di ritorno Coppa UEFA 1999-2000) 13 agosto 2002: Bologna-Fulham 2-2 (Finale, gara di ritorno Coppa Intertoto 2002) | Trasferta - Vittoria con il massimo scarto: 22 giugno 1939: Venus Bucarest-Bologna 0-5 (Quarti di finale, gara d'andata Coppa dell'Europa Centrale 1939) - Sconfitta con il massimo scarto: 25 giugno 1936: Austria Vienna-Bologna 4-0 (Ottavi di finale, gara di ritorno Coppa dell'Europa Centrale 1936) 20 giugno 1937: Austria Vienna-Bologna 5-1 (Ottavi di finale, gara di ritorno Coppa dell'Europa Centrale 1937) 15 marzo 1962: Vasas-Bologna 5-1 (Finale, gara d'andata Coppa Mitropa 1962) - Pareggio con il massimo numero di gol: 20 dicembre 1988: Ferencváros-Bologna 3-3 (Semifinale, gara di ritorno Coppa Mitropa 1988-1989) | Totale - Vittoria con il massimo scarto: 19 giugno 1932: Bologna-Sparta Praga 5-0 (Quarti di finale, gara d'andata Coppa dell'Europa Centrale 1932) 1º luglio 1934: Bologna-Rapid Vienna 6-1 (Quarti di finale, gara d'andata Coppa dell'Europa Centrale 1934) 22 giugno 1939: Venus Bucarest-Bologna 0-5 (Quarti di finale, gara d'andata Coppa dell'Europa Centrale 1939) - Sconfitta con il massimo scarto: 25 giugno 1936: Austria Vienna-Bologna 4-0 (Ottavi di finale, gara di ritorno Coppa dell'Europa Centrale 1936) 20 giugno 1937: Austria Vienna-Bologna 5-1 (Ottavi di finale, gara di ritorno Coppa dell'Europa Centrale 1937) 15 marzo 1962: Vasas-Bologna 5-1 (Finale, gara d'andata Coppa Mitropa 1962) - Pareggio con il massimo numero di gol: 20 dicembre 1988: Ferencváros-Bologna 3-3 (Semifinale, gara di ritorno Coppa Mitropa 1988-1989) |

### Partite centenarie
Di seguito le partite centenarie.
| Numero | Data             | Incontro           | Risultato | Competizione          |
| ------ | ---------------- | ------------------ | --------- | --------------------- |
| 100    | 29 gennaio 1922  | Bologna-Mantova    | 2-0       | Prima Divisione       |
| 500    | 6 gennaio 1935   | Bologna-Milan      | 6-3       | Serie A               |
| 1000   | 7 gennaio 1951   | Bologna-Sampdoria  | 0-0       | Serie A               |
| 1500   | 14 marzo 1964    | Bologna-SPAL       | 2-1       | Serie A               |
| 2000   | 15 febbraio 1976 | Bologna-Verona     | 0-0       | Serie A               |
| 2500   | 23 ottobre 1988  | Como-Bologna       | 1-0       | Serie A               |
| 3000   | 1 aprile 2000    | Fiorentina-Bologna | 2-2       | Serie A               |
| 3500   | 18 agosto 2012   | Bologna-Varese     | 2-1       | Coppa Italia          |
| 4000   | 2 ottobre 2024   | Liverpool-Bologna  | 2-0       | UEFA Champions League |

### Record della squadra in Serie A

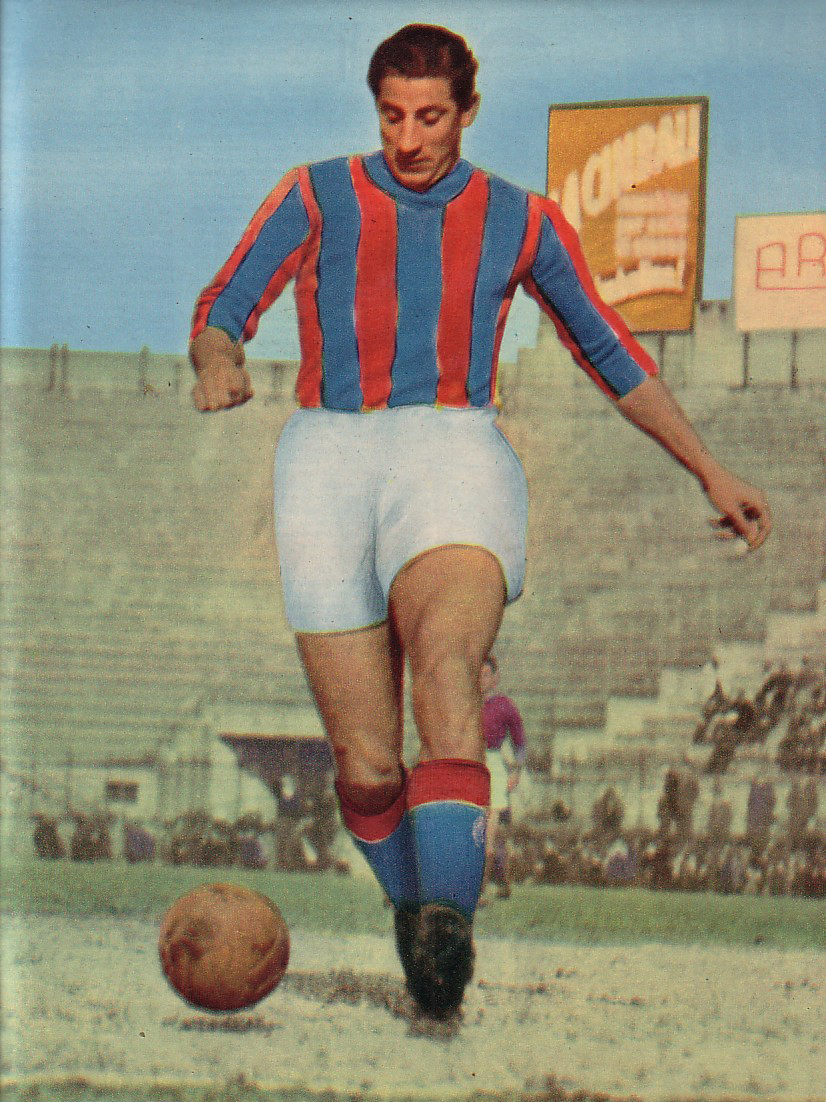
Gino Cappello nella stagione 1950-1951, in cui il Bologna stabilì il record del maggior numero di reti segnate nel campionato a 20 squadre (61 gol)

Di seguito i record del Bologna nel campionato di Serie A.
| Punti - Maggior numero di punti in un campionato: - Vittoria da 2 punti: A 16 squadre: 42 (1938-1939). A 18 squadre: 54 (1963-1964). A 20 squadre: 41 (1950-1951). A 21 squadre: 40 (1947-1948). - Vittoria da 3 punti: A 18 squadre: 52 (2001-2002). A 20 squadre: 68 (2023-2024). - Minor numero di punti in un campionato: - Vittoria da 2 punti: A 16 squadre: 23 (1981-1982). A 18 squadre: 18 (1990-1991). A 20 squadre: 32 (1949-1950). A 21 squadre: 40 (1947-1948). - Vittoria da 3 punti: A 18 squadre: 39 (2003-2004). A 20 squadre: 29 (2013-2014). - Maggiori punti di vantaggio sulla seconda classificata (con il Bologna campione d'Italia come riferimento): 4 (1938-1939, 1940-1941). | Reti - Maggior numero di reti segnate in un campionato: A 16 squadre: 60 (1940-1941). A 18 squadre: 85 (1931-1932). A 20 squadre: 61 (1950-1951). A 21 squadre: 51 (1947-1948). - Minor numero di reti segnate in un campionato: A 16 squadre: 21 (1977-1978). A 18 squadre: 26 (1988-1989). A 20 squadre: 28 (2013-2014). A 21 squadre: 51 (1947-1948). - Maggior numero di reti subite in un campionato: A 16 squadre: 63 (1990-1991). A 18 squadre: 53 (1958-1959, 2000-2001, 2003-2004). A 20 squadre: 65 (2019-2020, 2020-2021). A 21 squadre: 52 (1947-1948). - Minor numero di reti subite in un campionato: A 16 squadre: 21 (1935-1936). A 18 squadre: 18 (1963-1964). A 20 squadre: 32 (2023-2024). A 21 squadre: 52 (1947-1948). |

- Maggior numero di vittorie in un campionato:
A 16 squadre: 16 (1938-1939, 1939-1940, 1940-1941).
A 18 squadre: 22 (1963-1964).
A 20 squadre: 18 (2023-2024).
A 21 squadre: 14 (1947-1948).
- Minor numero di vittorie in un campionato:
A 16 squadre: 4 (1978-1979).
A 18 squadre: 4 (1990-1991).
A 20 squadre: 5 (2013-2014).
A 21 squadre: 14 (1947-1948).
- Maggior numero di pareggi in un campionato:
A 16 squadre: 17 (1973-1974).
A 18 squadre: 16 (1989-1990).
A 20 squadre: 17 (1948-1949).
A 21 squadre: 12 (1947-1948).
- Minor numero di pareggi in un campionato:
A 16 squadre: 5 (1941-1942, 1942-1943).
A 18 squadre: 6 (1930-1931).
A 20 squadre: 6 (2017-2018).
A 21 squadre: 12 (1947-1948).

- Maggior numero di sconfitte in un campionato:
A 16 squadre: 13 (1941-1942, 1942-1943, 1981-1982).
A 18 squadre: 20 (1990-1991).
A 20 squadre: 21 (2017-2018).
A 21 squadre: 14 (1947-1948).
- Minor numero di sconfitte in un campionato:
A 16 squadre: 3 (1936-1937).
A 18 squadre: 2 (1963-1964).
A 20 squadre: 6 (2023-2024).
A 21 squadre: 14 (1947-1948).
- Maggior numero di vittorie consecutive:
10 (1963-1964).

### Record della squadra in Serie B

I Felsinei nella stagione 1987-1988, la stessa del maggior numero di punti di vantaggio sulla seconda classificata in Serie B, il

Di seguito i record del Bologna nel campionato di Serie B.
| Punti - Maggior numero di punti in un campionato: - Vittoria da 2 punti: A 20 squadre: 51 (1987-1988). - Vittoria da 3 punti: A 22 squadre: 84 (2007-2008). - Minor numero di punti in un campionato: - Vittoria da 2 punti: A 20 squadre: 36 (1986-1987). - Vittoria da 3 punti: A 22 squadre: 64 (2005-2006). - Maggiori punti di vantaggio sulla seconda classificata (con il Bologna primo in classifica come riferimento): 2 (1987-1988). | Reti - Maggior numero di reti segnate in un campionato: A 20 squadre: 62 (1987-1988). A 22 squadre: 58 (2007-2008). - Minor numero di reti segnate in un campionato: A 20 squadre: 40 (1986-1987). A 22 squadre: 49 (2014-2015). - Maggior numero di reti subite in un campionato: A 20 squadre: 38 (1986-1987). A 22 squadre: 43 (2006-2007). - Minor numero di reti subite in un campionato: A 20 squadre: 37 (1987-1988). A 22 squadre: 29 (2007-2008). |

- Maggior numero di vittorie in un campionato:
A 20 squadre: 17 (1987-1988).
A 22 squadre: 24 (2007-2008).
- Minor numero di vittorie in un campionato:
A 20 squadre: 10 (1986-1987).
A 22 squadre: 16 (2005-2006).
- Maggior numero di pareggi in un campionato:
A 20 squadre: 17 (1987-1988).
A 22 squadre: 17 (2014-2015).

- Minor numero di pareggi in un campionato:
A 20 squadre: 16 (1986-1987).
A 22 squadre: 11 (2006-2007).
- Maggior numero di sconfitte in un campionato:
A 20 squadre: 12 (1986-1987).
A 22 squadre: 13 (2006-2007).
- Minor numero di sconfitte in un campionato:
A 20 squadre: 4 (1987-1988).
A 22 squadre: 6 (2007-2008).

### Record della squadra in Serie C1

I Felsinei nella stagione 1994-1995, la stessa col miglior punteggio (81 punti) e del maggior numero di punti di vantaggio sulla seconda classificata in Serie C1, la

Di seguito i record del Bologna nel campionato di Serie C1.
| Punti - Maggior numero di punti in un campionato: - Vittoria da 2 punti: A 18 squadre: 48 (1983-1984). - Vittoria da 3 punti: A 18 squadre: 81 (1994-1995). - Minor numero di punti in un campionato: - Vittoria da 2 punti: A 18 squadre: 48 (1983-1984). - Vittoria da 3 punti: A 18 squadre: 58 (1993-1994). - Maggiori punti di vantaggio sulla seconda classificata (con il Bologna primo in classifica come riferimento): 22 (1994-1995). | Reti - Maggior numero di reti segnate in un campionato: A 18 squadre: 59 (1994-1995). - Minor numero di reti segnate in un campionato: A 18 squadre: 41 (1993-1994). - Maggior numero di reti subite in un campionato: A 18 squadre: 26 (1993-1994). - Minor numero di reti subite in un campionato: A 18 squadre: 17 (1994-1995). |

- Maggior numero di vittorie in un campionato:
A 18 squadre: 24 (1994-1995).
- Minor numero di vittorie in un campionato:
A 18 squadre: 17 (1983-1984, 1993-1994).
- Maggior numero di pareggi in un campionato:
A 18 squadre: 14 (1983-1984).

- Minor numero di pareggi in un campionato:
A 18 squadre: 7 (1993-1994).
- Maggior numero di sconfitte in un campionato:
A 18 squadre: 10 (1993-1994).
- Minor numero di sconfitte in un campionato:
A 18 squadre: 1 (1994-1995).

### Altre statistiche e primati

#### Campionato
- Nei tornei di Serie A a girone unico, il Bologna si è laureato «campione d'inverno» in 5 occasioni: 1931-32, 1938-39, 1939-40, 1940-41 e 1963-64. In 3 stagioni ha poi vinto il campionato.[25][30]

##### Reti più veloci
Di seguito l'elenco delle reti realizzate in meno tempo a partire dal fischio d'inizio.
| N° | Marcatore         | Tempo | Data            | Incontro                 | Risultato | Competizione    |
| -- | ----------------- | ----- | --------------- | ------------------------ | --------- | --------------- |
| 1  | Stefano Chiodi    | 15s   | 11 gennaio 1976 | Napoli-Bologna           | 2-2       | Serie A         |
| 2  | Igor' Šalimov     | 18s   | 5 aprile 1998   | Bologna-Udinese          | 2-0       | Serie A         |
| 3  | Loris Pradella    | 20s   | 9 marzo 1986    | Bologna-Catanzaro        | 2-0       | Serie B         |
| 4  | Rodrigo Palacio   | 24s   | 28 gennaio 2018 | Napoli-Bologna           | 3-1       | Serie A         |
| 5  | Mario Della Valle | 30s   | 26 ottobre 1919 | Bologna-Nazionale Emilia | 9-0       | Prima Categoria |
| 6  | Nicola Sansone    | 32s   | 15 aprile 2023  | Bologna-Milan            | 1-1       | Serie A         |

## Statistiche individuali

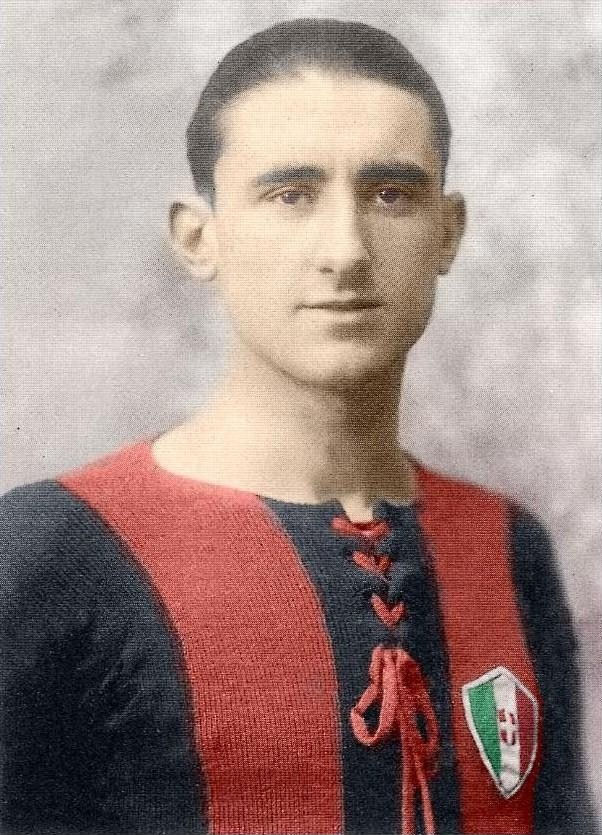
Angelo Schiavio

### Presenze
Il calciatore più presente in assoluto nella storia felsinea è Giacomo Bulgarelli, che detiene il record di 486 presenze, divise tra Serie A (391), record anche in questo caso, coppe nazionali (56) e competizioni europee (40); il secondo con più presenze è Tazio Roversi che ne annovera 459. Roversi è anche il calciatore più presente nelle coppe nazionali (80) seguito da Franco Cresci (73) e Giuseppe Savoldi (57). Per quanto riguarda le competizioni europee il primatista è Marino Perani (42), Francesco Janich ne ha 41.

### Reti
Per quanto riguarda le reti segnate il recordo di reti e assoluto appartiene ad Angelo Schiavio (251), seguito da Carlo Reguzzoni a 168. In Serie A il leader è Reguzzoni con 145, segue Pascutti a 130. Nelle coppe nazionali Giuseppe Savoldi è quello ha segnato di più (27), viene poi Gino Cappello (21) Harald Nielsen è il primatista di reti nelle competizioni europee con 19 reti, davanti a Reguzzoni (18).

### Esplicative
1. 1 2  
  - Non conteggiate le vittorie e le sconfitte dopo i tiri di rigore.
  - Conteggiati come pareggi gli incontri pareggiati nei 120' di gioco (tempi regolamentari + supplementari), anche se poi vinti o persi ai tiri di rigore.
  - Nel conteggio delle reti realizzate e subite sono esclusi i tiri di rigore.
2. ↑  Conteggiata la vittoria del Bologna per 2-0 nello spareggio-scudetto del 7 giugno 1964 contro l'Inter.
3. ↑  Vengono conteggiate la vittoria e la sconfitta del Bologna per 0-1 e 0-2 negli spareggi-salvezza del 14 giugno 2005 e del 18 giugno 2005 contro il Parma.
4. ↑  4 vittorie a tavolino.
5. ↑  2 sconfitte a tavolino.
6. ↑  8 reti fatte per le vittorie a tavolino.
7. ↑  4 reti subite per le sconfitte a tavolino.
8. ↑  Una vittoria a tavolino.
9. ↑  2 reti fatte per una vittoria a tavolino.
10. ↑  Vengono conteggiate le vittorie per 1-2 e 2-1 negli spareggi per l'accesso in Coppa UEFA del 27 e del 30 maggio 1999 contro l'Inter.
11. ↑  Una sconfitta a tavolino.
12. ↑  2 reti subite per una sconfitta a tavolino.
13. ↑  Competizione non riconosciuta dalla UEFA nel periodo di partecipazione del Bologna ad essa.
14. 1 2 3 4 5 6 7 8  Competizione non riconosciuta dalla UEFA.
15. ↑  Conteggiati i confronti avvenuti in Serie A — tenendo conto del periodo pre-girone unico, con le denominazioni: Prima Categoria, Prima Divisione e Divisione Nazionale (della quale si tiene conto anche l'edizione 1945-46) —, Serie B e Serie C1 (compresi play-off); per le coppe nazionali sono incluse Coppa Italia, Coppa Alta Italia e Coppa Italia Serie C.
16. ↑  Viene conteggiata la vittoria del Bologna per 2-0 nello spareggio-scudetto del 7 giugno 1964.
17. ↑  Vengono conteggiate le vittorie del Bologna per 1-2 e 2-1 negli spareggi per l'accesso in Coppa UEFA del 27 e del 30 maggio 1999.
18. ↑  Vengono conteggiate la vittoria e la sconfitta del Bologna per 0-1 e 0-2 negli spareggi-salvezza del 14 giugno 2005 e del 18 giugno 2005.

### Bibliografiche
1. 1 2 3 4 5   Rossoblù, su bolognafc.it. URL consultato il 12 febbraio 2019.
2. ↑   Bologna FC 1909 - Bilancio contro, su transfermarkt.it.
3. 1 2 3 4 5  Chiesa, 2009, p. 20.
4. 1 2  Sappino, pp. 76-77.
5. 1 2 3  Baccolini, p. 265.
6. 1 2  Chiesa, 2009, p. 21.
7. 1 2 3 4 5 6 7 8 9 10 11 12 13 14  Corriere dello Sport, Battaglie, rinascite e campioni, 1964-2009.
8. ↑  Sappino, p. 25.
9. 1 2  Sappino, pp. 25-26.
10. 1 2 3 4 5 6 7  Corriere dello Sport, Vittorie e Scudetti, 1909-1964.
11. ↑   Alessandra Stefanelli, Bologna, sette vittorie di fila in casa segnando almeno due gol: è record, su tuttomercatoweb.com, 25 maggio 2019. URL consultato il 29 luglio 2019.
12. ↑   Bologna, Juve e Atalanta a pari punti: l'incredibile combinazione che favorirebbe la Roma per la Champions, in Corriere dello Sport, 21 maggio 2024. URL consultato il 24 luglio 2024.
13. ↑   Stefano Biondi, Bologna in B: è la quarta volta che il club abbandona il calcio che conta, in Il Resto del Carlino, 12 maggio 2014. URL consultato il 29 luglio 2019.
14. 1 2 3 4 5 6  Baccolini, p. 212.
15. ↑  Chiesa, 2019, p. 389.
16. ↑   Tra miracoli del calcio c'è il Bologna 1964: ecco la storia, in Sky Sport, 22 novembre 2018. URL consultato l'11 marzo 2019.
17. ↑   Bologna FC 1909, su it.uefa.com. URL consultato l'11 marzo 2019.
18. ↑   Ecco il calendario Intertoto: le sfide di Samp e Bologna, in La Gazzetta dello Sport, 6 giugno 1998. URL consultato il 17 aprile 2019.
19. ↑   Dall'Intertoto alla Coppa UEFA, in UEFA, 27 luglio 2008. URL consultato il 12 agosto 2019.
20. 1 2   Bologna FC 1909, su it.uefa.com. URL consultato l'11 marzo 2019.
21. 1 2   Le Coppe dimenticate: viaggio nel passato, in Fox Sports, 29 novembre 2018. URL consultato l'11 marzo 2019.
22. ↑   #OnThisDay: 23 settembre 1970, la vittoria in Coppa di Lega Italo-Inglese, su bolognafc.it, 23 settembre 2016. URL consultato il 17 aprile 2019.
23. ↑   Domenica al Dall'Ara la coppa del Torneo dell'Expo di Parigi 1937, su bolognafc.it, 10 maggio 2017. URL consultato il 17 aprile 2019.
24. 1 2  Chiesa, 2009, p. 23.
25. 1 2 3 4 5 6 7  Baccolini, pp. 212-213.
26. ↑  Baccolini, p. 213.
27. ↑  Chiesa, 2009, pp. 22-23.
28. ↑   Alessandro Mossini, Il Bologna cade anche a Udine e centra il record di 21 sconfitte, in Corriere della Sera. URL consultato il 6 marzo 2020.
29. ↑   Fabrizio Rinelli, Bologna, record negativo per la squadra di Mihajlovic: subisce gol da 37 gare consecutive, in Fanpage.it, Ciaopeople, 18 ottobre 2020. URL consultato il 28 novembre 2020.
30. ↑   Giovanni Capuano, Serie A, tutti i campioni d'inverno, in Panorama, 10 gennaio 2020. URL consultato il 19 aprile 2020.
31. ↑   Sansone nella storia: contro il Milan il sesto gol rossoblù più veloce, su tuttobolognaweb.it, 18 aprile 2023. URL consultato il 19 aprile 2023.
32. 1 2  Chiesa, 2009, pp. 34-35.
33. 1 2  Chiesa, 2009, pp. 35-36.

### Videografia
- Bologna FC 100 anni di storia (4 DVD-Video), Corriere dello Sport, 2009.